# Liste von Kriegsgräberstätten in Bayern
Die Liste von Kriegsgräberstätten in Bayern benennt Kriegsgräberstätten in Bayern ohne Anspruch auf Vollständigkeit.

## Liste
| Bezeichnung                                           | Ortschaft                                                       | Beschreibung | Bild |
| ----------------------------------------------------- | --------------------------------------------------------------- | --- | ---- |
| Kriegsgräberstätte St. Georgen (Bayreuth)             | Bayreuth, Stadtteil St. Georgen (Bayreuth)                      | 992 Kriegstote: Soldaten und Bombenopfer der alliierten Luftangriffe im April 1945                                 |      |
| KZ-Friedhof Dachau-Leitenberg                         | Dachauer Ortsteil Etzenhausen                                   | Reihengräber von 7.609 KZ-Häftlingen                                                                               |      |
| Durnbach War Cemetery                                 | in der Nähe von Moosrain, Gmund am Tegernsee, an der B 472      | Soldaten der Royal Air Force Großbritannien, Neuseeland, Kanada, Australien                                        |      |
| KZ-Friedhof Holzhausen                                | Holzhausen bei Buchloe, Gemeinde Igling                         | Friedhof der Nachkriegszeit für jüdische KZ-Häftlinge und Displaced persons                                        |      |
| Cimitero Militare Italiano                            | München                                                         | 3.249 Kriegstote aus Italien                                                                                       |      |
| Kriegsgräberstätte am Waldfriedhof                    | München                                                         | 3.540 Kriegstote der beiden Weltkriege, davon über 300 ausländische (vor allem russische)                          |      |
| Kriegsgräberstätte Neumarkt/Oberpfalz                 | Neumarkt i.d.OPf.                                               | 5.049 Tote, Kriegsgefangene und Zwangsarbeiter meist aus Russland, Polen, Jugoslawien und Rumänien                 |      |
| Kriegsgräberstätte Reutti                             | Neu-Ulm, Ortsteil Reutti                                        | 698 Kriegstote: Soldaten, zivile Opfer und Displaced Persons                                                       |      |
| Historischer Militärfriedhof                          | Nürnberg                                                        | Soldatenfriedhof bis 1918, u. a. Gefallene des Ersten Weltkriegs sowie Ehrengräberstätten für hochrangige Militärs |      |
| Kriegsgräberstätten am Neuen Jüdischen Friedhof       | Nürnberg                                                        | 31 jüdische Kriegstote aus dem KZ sowie Gräberreihen für Gefallene aus dem Ersten Weltkrieg                        |      |
| Kriegsgräberstätten am Südfriedhof                    | Nürnberg                                                        | 10.697 Kriegstote der beiden Weltkriege aus 33 Nationen, davon über 5.200 russische                                |      |
| Kriegsgräberstätte (Schönau am Königssee)             | Schönau am Königssee, Gnotschaft Oberschönau                    | 1.000 Kriegstote der beiden Weltkriege                                                                             |      |
| Kriegsgräberstätte Bombenopfer Würzburg Hauptfriedhof | Würzburg, links vor dem Haupteingang zum Hauptfriedhof Würzburg | 3.000 von 5.000 Bombenopfern in einem Massengrab                                                                   |      |